# Spilosoma karakorumica
Spilosoma karakorumica là một loài bướm đêm thuộc phân họ Arctiinae, họ Erebidae.